# Port lotniczy El Hierro
Port lotniczy El Hierro – port lotniczy położony 9 km na północny wschód od Valverde, na wyspie el Hierro na Wyspach Kanaryjskich (Hiszpania).

## Linie lotnicze i połączenia
| Linia Lotnicza  | Kierunek                           |
| --------------- | ---------------------------------- |
| Binter Canarias | 1. Gran Canaria 2. Teneryfa-Północ |
| Canaryfly       | 1. Gran Canaria 2. Teneryfa-Północ |